# Босняцька академія наук і мистецтв
Босняцька академія наук і мистецтв (босн. Bošnjačka akademija nauka i umjetnosti) — академія наук, утворена 9 червня 2011 року в сербському місті Новий Пазар з ініціативи верховного муфтія Ісламської організації Сербії Муамер Зукорліча.

## Організація
Центр академії знаходиться в Сараєво з відділеннями в Нові-Пазар та Сараєво, діє вона на території Боснії і Герцеговини і сербського Новопазарського Санджака — в областях проживання етнічних босняків. Академія створена для відображення і захисту їх інтересів .
Президентом Босняцької академії наук і мистецтв був одноголосно обраний історик Ферід Мухіч, віце-президентами стали професори Джевад Яхіч і Ламія Хаджіосмановіч. Президентом Сенату був призначений верховний муфтій Боснії Мустафа Церіч, секретарем став Муамер Зукорліч. У національний комітет академії входять:
- професор Ісмаїл Чекіч (президент)
- професор Шербо Растодер
- професор Ібрагім Пашич

Головою Суду честі Босняцької академії є професор Омер Накічевіч, до суду також входять професор Хаснія Муратагіч-Туна і художник Мехмед Слезовіч.

## Деякі члени
- Професор, великий муфтій Мустафа Церіч
- Мухамед Філіпович, історик
- Ферід Мухіч, історик
- Неджад Ібрішімовіч, письменник
- Шербо Растодер, політик
- Еюп Ганіч, політик